# Эмин-паша
Эмин-паша (Emin Pascha, собственно Эдуард Шницер, нем. Eduard Schnitzer; 28 марта 1840, Оппельн, Пруссия (ныне Ополе, Польша) — 23 октября 1892, Канема, Центральная Африка) — немецкий колониальный деятель, путешественник и исследователь Африки.

## Биография
Выходец из еврейской семьи, Шнитцер изучал медицину и естественные науки в Германии, с 1865 года работал врачом в Македонии, Трапезунде, Янине и Константинополе. Находясь на службе Османской империи (в 1865-74 годах) принял ислам и имя Мухаммед аль-Эмин.
В 1875 году приезжает в Хартум и назначается чиновником администрации губернатора Экваториальной провинции (1876—1878).
Поступив на египетскую службу как Эмин-эфенди, он совершает в 1877 году экспедицию к Буньоро и Буганда (территория современных Руанды и Уганды).
В 1878 году хедив Египта назначил Эмин-пашу вместо генерала Гордона губернатором Экваториальной провинции; в том же году ему был пожалован титул бея, а в 1888 году — паши. В 1877-88 годах Эмин-паша также совершает ряд экспедиций в верховья Белого Нила и район Великих Озёр, проводит многочисленные географические, зоологические, метеорологические и этнографические исследования в этих регионах, а также в Восточном Судане, подготавливает и отправляет в Европу ценные биологические и этнографические коллекции. Как губернатор Эмин-паша пытается реорганизовать местную систему управления, а также решительно борется с работорговлей.
После вспыхнувшего в 1883 году в Судане восстания Махди, взятия махдистами в 1885 году Хартума и отхода англо-египетских войск из Северного Судана администрация Эмин-паши оказывается отрезанной от внешнего мира. Связь с Европой осуществлялась через В. В. Юнкера. Экспедиции под руководством Генри Мортона Стэнли, отправленной в 1886 году ему на помощь, удалось 4 декабря 1889 года соединиться с отрядом Эмин-паши в Кингани на берегу озера Альберта. В том же месяце они вышли к восточному побережью Африки в районе Багамойо, севернее Дар-эс-Салама.

## На службе у Германии
В 1890 году Эмин-паша поступил на службу к германскому правительству и в том же году, совместно с Францем Штульманом (1863—1928), возглавил экспедицию, имевшую целью распространение влияния Германии на территории между Германской Восточной Африкой и Камеруном. Во время этого похода подчинил территории народов угого и уньямвези, поднял германский флаг над Таборой, основал на западном берегу озера Виктория город Букоба, откуда вернулся к озеру Альберта. Штульман же продолжил продвижение к побережью.
Полуослепший Эмин-паша некоторое время спустя предпринял попытку пробиться к берегам реки Конго, но в пути был убит по наущению арабов, ненавидевших его за то, что Эмин-паша жестоко преследовал работорговлю.